# Vladislao II de Valaquia

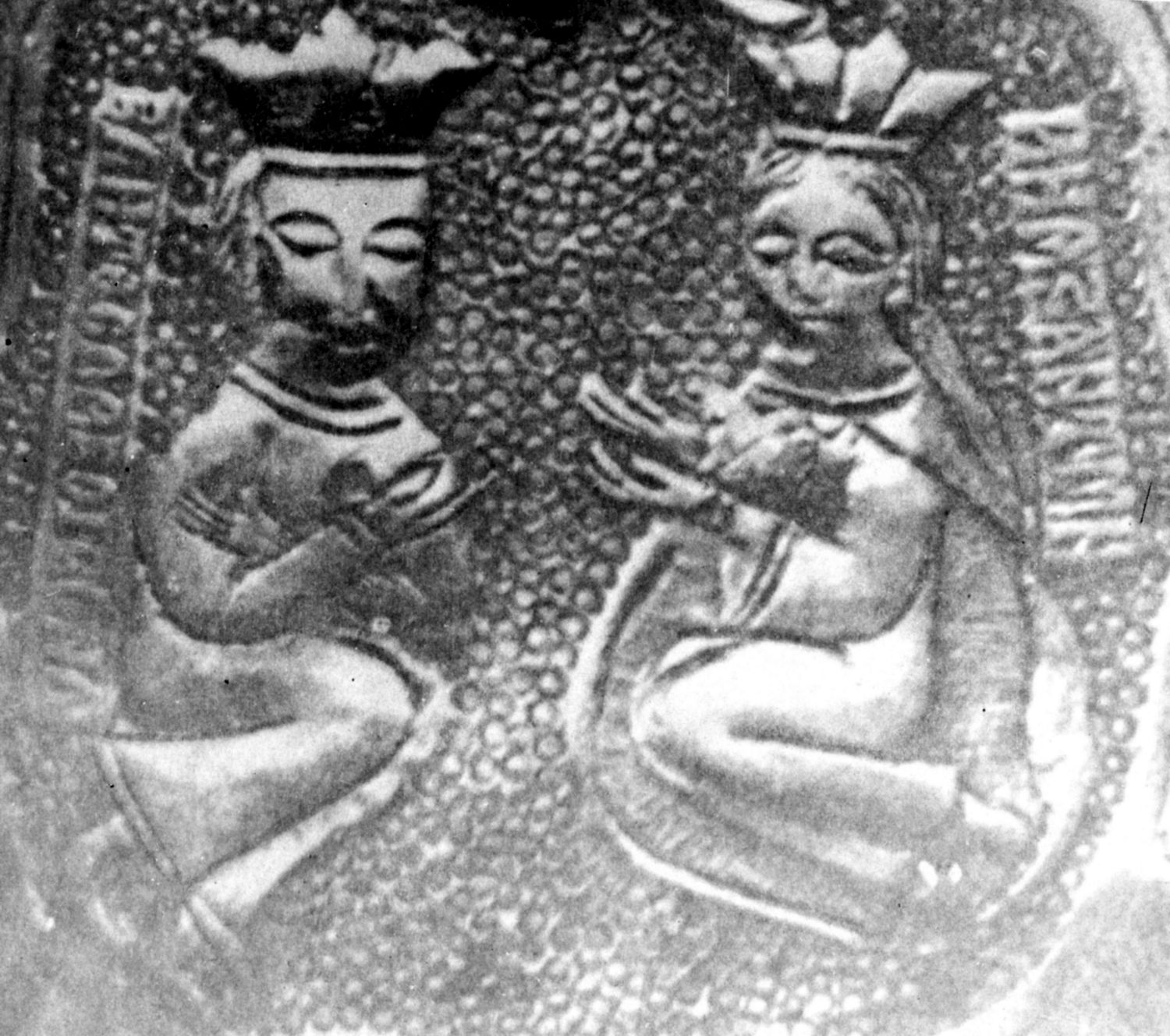
Vladislav y su mujer Neacşa

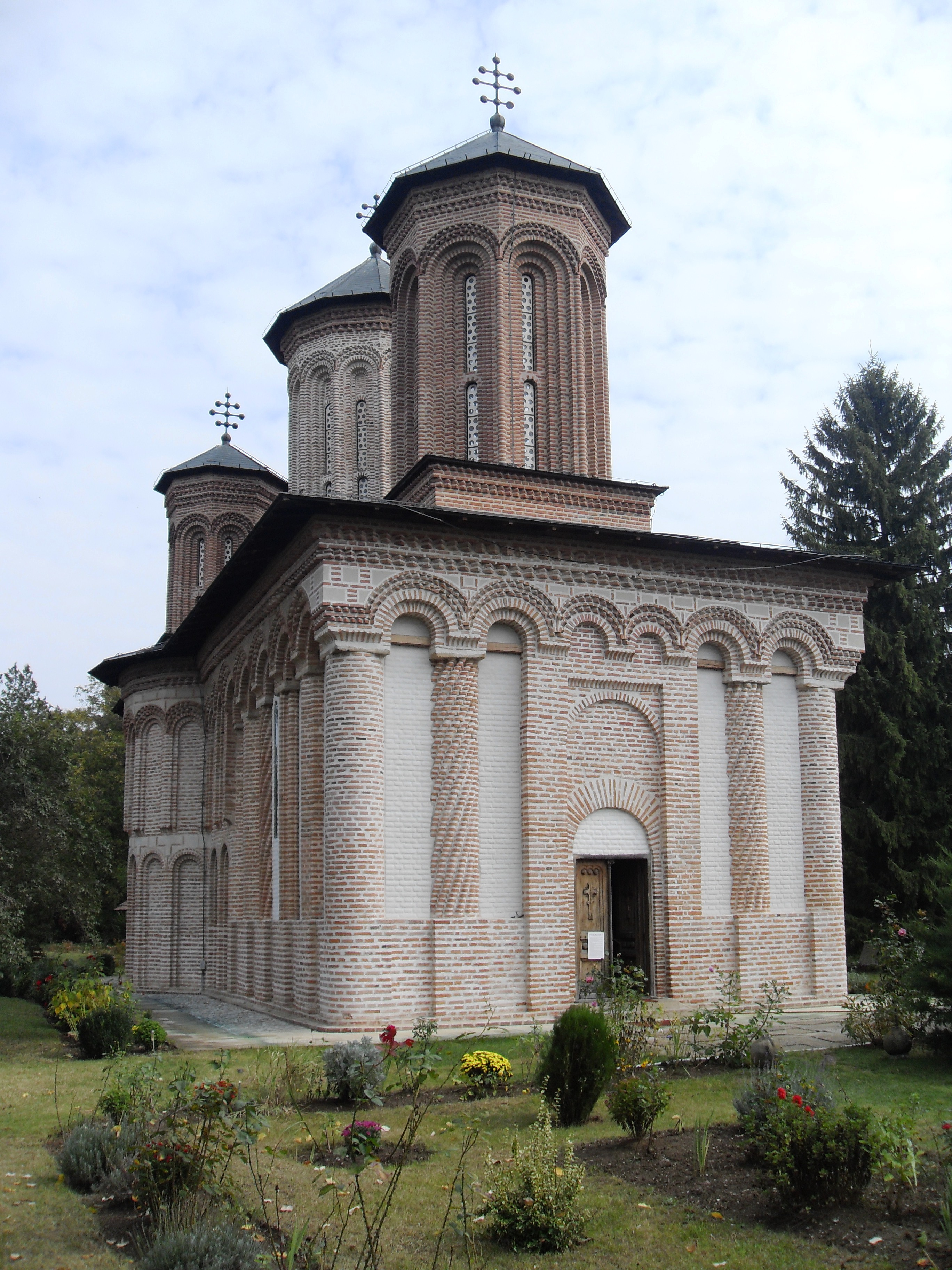
El monasterio de Snagov, fundado por Vladislav II.

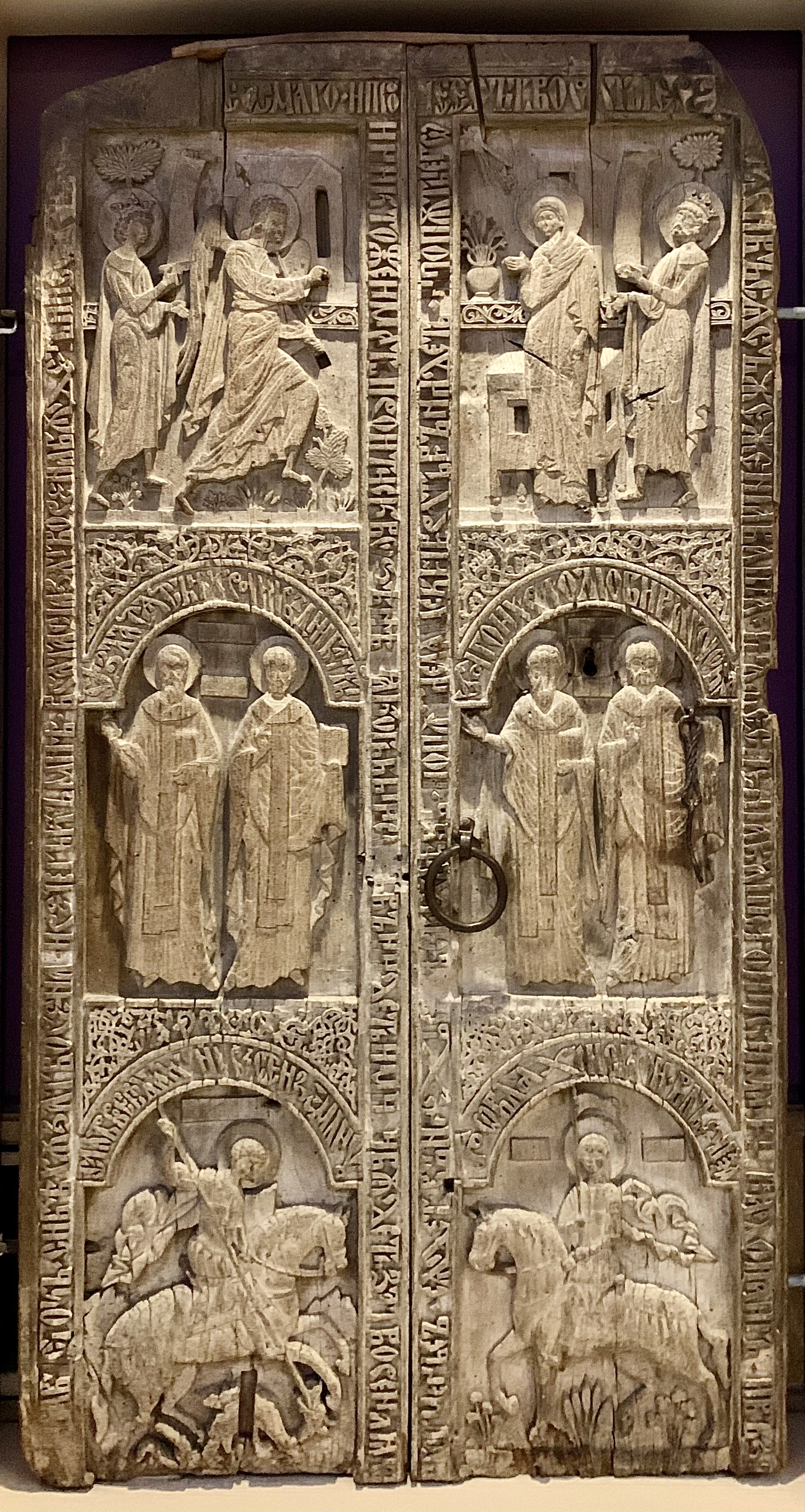
Puertas del Monasterio Snagov

Vladislav II o Ladislao II (muerto el 20 de agosto de 1456) fue un gobernante del principado de Valaquia, desde 1447 hasta 1448, y de nuevo desde 1448 hasta 1456.
La manera en la que Vladislav II se hizo con el trono es debatida, siendo la más aceptada que Vladislav habría asesinado a Vlad II Dracul, gobernante de Valaquia, y que seguidamente fue colocado en el trono por Juan Hunyadi; por otro lado, Vladislav II fue ayudado por los otomanos para reemplazar a Dan III, quien había sido asignado por los húngaros.

## Conflicto con Juan Hunyadi
No se conoce si Vladislao II fue o no invitado a tomar parte en la batalla de Kosovo (1448). Es cierto, sin embargo, que no envió tropas en ayuda, y como resultado, Juan Hunyadi devolvió las posesiones transilvanas: Făgăraș y Amlaș el 23 de abril de 1452.
Vladislav prohibió el comercio de Valaquia con el condado de Brasov, parte de la Transilvania de Juan. Después de las negociaciones, el 15 de noviembre de 1455, Juan dijo a la gente de Brasov que la prohibición se levantaría; sin embargo, Vladislao, intentando recuperar las posesiones, atacó la fortaleza Făgăraș y en el proceso quemó unos pocos pueblos sajones. En respuesta, Juan dio a Vlad (pronto convertido en Vlad el Empalador o Vlad Drácula) unos pocos soldados y con la ayuda de los sajones cuyos pueblos habían quemado, Vladislao II fue derribado.

## Muerte
El 20 de agosto de 1456, el hijo de Dracul, Vlad Drácula mató en un combate cara a cara a Vladislao. Aunque la tumba de Vladislao señala el 22 de agosto de 1456, esa fue la fecha de grabado. No fue enterrado en el monasterio de Snagov que él había fundado, sino que se enterró en el monasterio de Dealu.

## Legado
Vladislao fundó el monasterio de Snagov en 1453 donde una puerta esculpida de piedra se preserva hasta el día de hoy y se expone en el Museo de Arte Religioso de Bucarest. En el monte Athos en 1450, Vladislao concedió al monasterio de Kutlumusion un privilegio y dio un regalo de 10000 akçes a la obra de san Elijah.